# Andrés de Olmos
Pour les articles homonymes, voir Olmos.
Andrés de Olmos, né vers 1485 dans la province de Burgos, en Espagne, et décédé le 8 octobre 1571 à Tampico, en Nouvelle-Espagne, est un des principaux chroniqueurs de la Mésoamérique. Ce missionnaire franciscain était en particulier un excellent spécialiste du nahuatl, considéré par Jérôme de Mendieta comme le meilleur de son époque.